# Loca (Shakira)
Loca is een single uit 2010 van de Colombiaanse zangeres Shakira. Het is de tweede single van haar album Sale el Sol of The sun comes out. 
De Spaanstalige versie is een samenwerking met El Cata. In de Engelstalige versie werkt Shakira samen met de Engelse rapper Dizzee Rascal. 
In de Ultratop 50 steeg het nummer tot op de 3e plaats. In de videoclip zien we Shakira op een strand en de omgeving op stelten zetten. Ze danst onder andere in een fontein. Op het einde zien we Shakira in de zee zwemmen.

## Hitnoteringen

### NederlandseSingle Top 100
| Hitnotering: 15-05-2010 t/m | Hitnotering: 15-05-2010 t/m | Hitnotering: 15-05-2010 t/m | Hitnotering: 15-05-2010 t/m | Hitnotering: 15-05-2010 t/m | Hitnotering: 15-05-2010 t/m | Hitnotering: 15-05-2010 t/m | Hitnotering: 15-05-2010 t/m | Hitnotering: 15-05-2010 t/m |
| Week:                       | 1                           | 2                           | 3                           | 4                           | 5                           | 6                           | 7                           |                             |
| --------------------------- | --------------------------- | --------------------------- | --------------------------- | --------------------------- | --------------------------- | --------------------------- | --------------------------- | --------------------------- |
| Positie:                    | 79                          | 55                          | 81                          | 57                          | 78                          | 71                          | 100                         | uit                         |

### VlaamseUltratop 50
| Hitnotering: 02-10-2010 t/m 12-02-2011 | Hitnotering: 02-10-2010 t/m 12-02-2011 | Hitnotering: 02-10-2010 t/m 12-02-2011 | Hitnotering: 02-10-2010 t/m 12-02-2011 | Hitnotering: 02-10-2010 t/m 12-02-2011 | Hitnotering: 02-10-2010 t/m 12-02-2011 | Hitnotering: 02-10-2010 t/m 12-02-2011 | Hitnotering: 02-10-2010 t/m 12-02-2011 | Hitnotering: 02-10-2010 t/m 12-02-2011 | Hitnotering: 02-10-2010 t/m 12-02-2011 | Hitnotering: 02-10-2010 t/m 12-02-2011 | Hitnotering: 02-10-2010 t/m 12-02-2011 | Hitnotering: 02-10-2010 t/m 12-02-2011 | Hitnotering: 02-10-2010 t/m 12-02-2011 | Hitnotering: 02-10-2010 t/m 12-02-2011 | Hitnotering: 02-10-2010 t/m 12-02-2011 | Hitnotering: 02-10-2010 t/m 12-02-2011 | Hitnotering: 02-10-2010 t/m 12-02-2011 | Hitnotering: 02-10-2010 t/m 12-02-2011 | Hitnotering: 02-10-2010 t/m 12-02-2011 | Hitnotering: 02-10-2010 t/m 12-02-2011 | Hitnotering: 02-10-2010 t/m 12-02-2011 |
| Week:                                  | 1                                      | 2                                      | 3                                      | 4                                      | 5                                      | 6                                      | 7                                      | 8                                      | 9                                      | 10                                     | 11                                     | 12                                     | 13                                     | 14                                     | 15                                     | 16                                     | 17                                     | 18                                     | 19                                     | 20                                     |                                        |
| -------------------------------------- | -------------------------------------- | -------------------------------------- | -------------------------------------- | -------------------------------------- | -------------------------------------- | -------------------------------------- | -------------------------------------- | -------------------------------------- | -------------------------------------- | -------------------------------------- | -------------------------------------- | -------------------------------------- | -------------------------------------- | -------------------------------------- | -------------------------------------- | -------------------------------------- | -------------------------------------- | -------------------------------------- | -------------------------------------- | -------------------------------------- | -------------------------------------- |
| Positie:                               | 48                                     | 27                                     | 12                                     | 14                                     | 7                                      | 3                                      | 4                                      | 5                                      | 7                                      | 8                                      | 12                                     | 12                                     | 15                                     | 20                                     | 13                                     | 20                                     | 23                                     | 32                                     | 35                                     | 43                                     | uit                                    |